# 斯納戈夫湖
44°43′48″N 26°10′48″E / 44.73000°N 26.18000°E

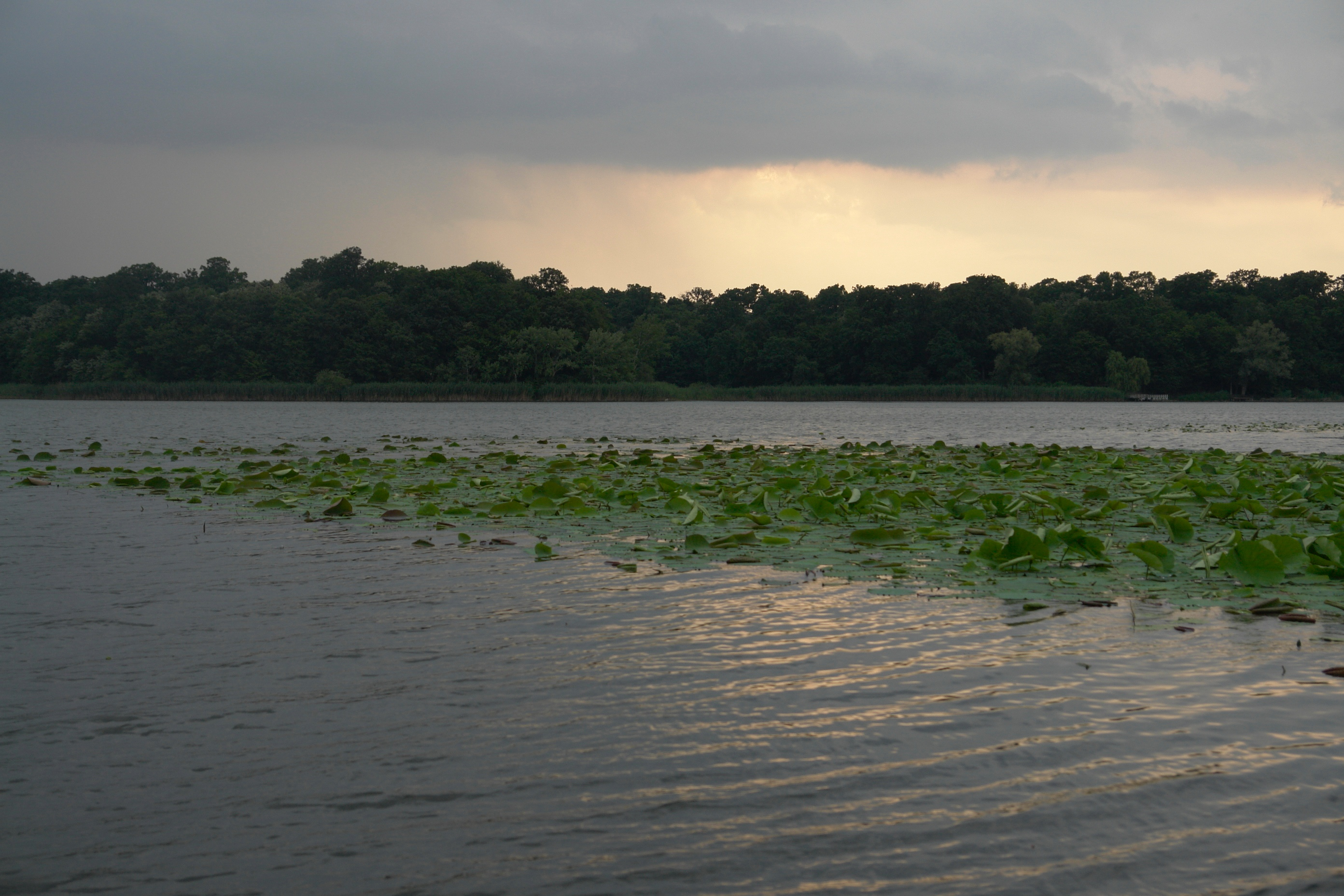
斯納戈夫湖

斯納戈夫湖（羅馬尼亞語：Lacul Snagov）是羅馬尼亞的湖泊，位於首都布加勒斯特以北約25至30公里，長16公里、寬0.6公里，面積5.75平方公里，海拔高度120米，平均水深5米，最大水深11米，湖岸線長度32公里。

## 外部連結
- Snagov.ro